# Aquilegia desertorum
Aquilegia desertorum är en ranunkelväxtart som först beskrevs av Marcus Eugene Jones, och fick sitt nu gällande namn av Cockerell och Heller. Aquilegia desertorum ingår i släktet aklejor, och familjen ranunkelväxter. Inga underarter finns listade i Catalogue of Life.

## Bildgalleri

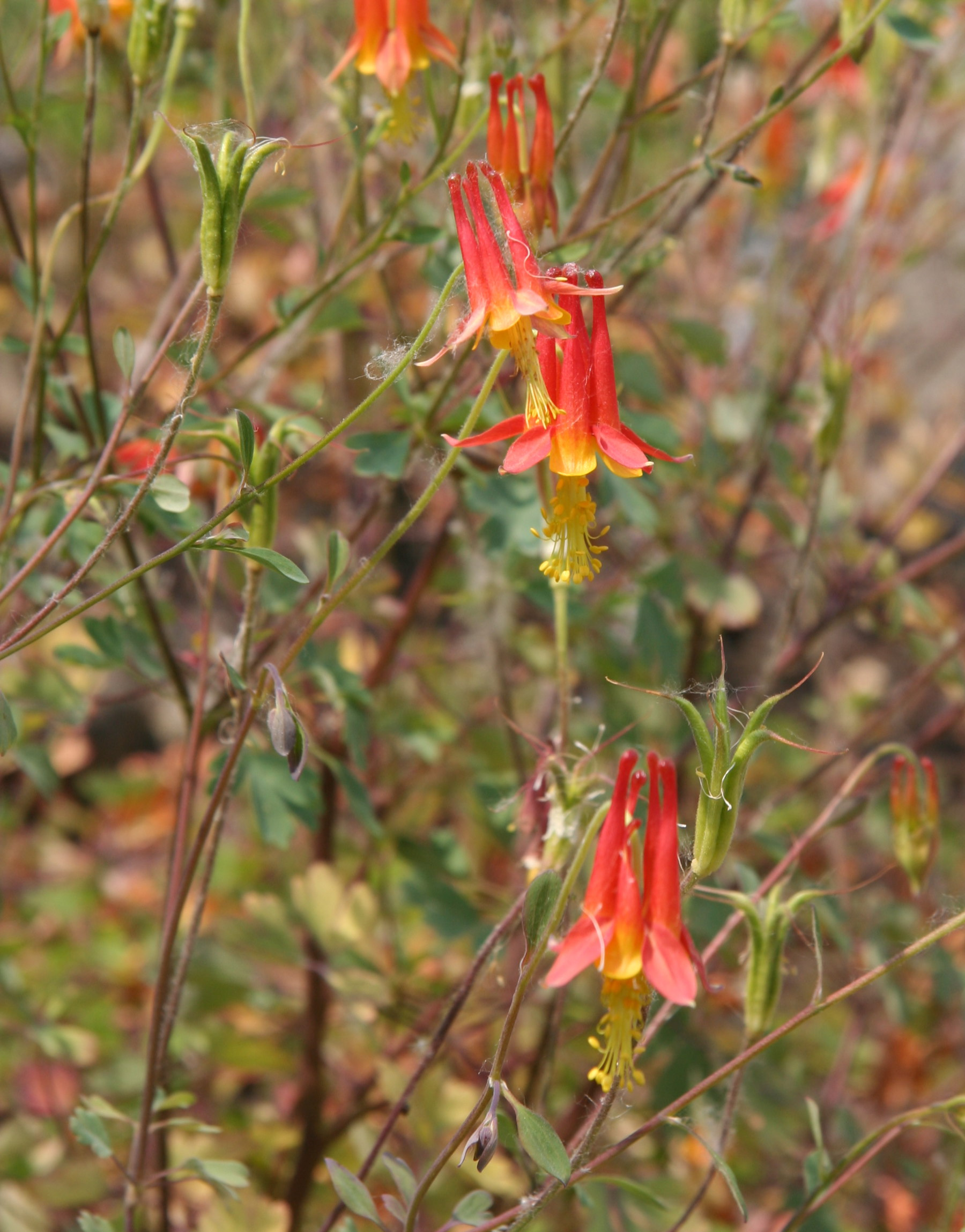